# Gościejewice
Gościejewice is een plaats in het Poolse district  Rawicki, woiwodschap Groot-Polen. De plaats maakt deel uit van de gemeente Bojanowo en telt 460 inwoners.